# Peccioli
Peccioli is een gemeente in de Italiaanse provincie Pisa (regio Toscane) en telt 4.931 inwoners (31 dec. 2013). De oppervlakte bedraagt 92,6 km², de bevolkingsdichtheid is 53 inwoners per km².
De volgende frazioni maken deel uit van de gemeente: Cedri, Fabbrica, Ghizzano, Legoli, Libbiano en Montecchio.

## Demografie
Peccioli telt ongeveer 2000 huishoudens. Het aantal inwoners steeg in de periode 2001-2011 met 2,8% volgens cijfers uit de tienjaarlijkse volkstellingen van ISTAT.
| Jaar | Inwoneraantal |
| ---- | ------------- |
| 1991 | 4989          |
| 2001 | 4833          |
| 2011 | 4966          |

## Geografie
De gemeente ligt op ongeveer 144 m boven zeeniveau.
Peccioli grenst aan de volgende gemeenten: Capannoli, Lajatico, Montaione (FI), Palaia, Terricciola, Volterra.

## Toerisme
De gemeente heeft de Bandiera arancione (Oranje Vlag in het Italiaans) van de Touring Club Italiano gekregen, een kwaliteitsmerk voor kleine gemeenten die uitblinken op het gebied van toerisme, gastvrijheid en milieu.

## Evenementen
- Coppa Sabatini, jaarlijks in oktober gehouden wielerkoers.

## Zustersteden
- Ellhofen (Duitsland)